# Eugène Turpin
François Eugène Turpin (1848 - 24 gener de 1927) va ser un químic francès especialitzat en la investigació de nous explosius.

## Biografia
El 1881 Turpin va proposar les panclastites, una classe d'explosiu basat en una barreja d'un combustible adequat com a oxidant de tetraòxid de dinitrogen.
En 1885, basada en la investigació d'Hermann Sprengel, Turpin va patentar l'ús de premsat i fos d'àcid pícric en cartutxos. El 1887 el govern francès va adoptar sota el nom de melinita i des de 1888, la Gran Bretanya va començar a fabricar una barreja molt similar a Lydd, (Kent) sota el nom de Lidita i el Japó va fer-ho també amb una fórmula millorada, anomenant-la Schimose.
El 1897, Turpin va denunciar Jules Verne per haver-se inspirat en la seva vida i la creació de la melinita pel personatge de Thomas Roch en la novel·la Face au drapeau. Verne, defensat per Raymond Poincaré, va ser declarat innocent; però en una carta al seu germà Paul, confirma que el personatge es basava en Turpin.